# 岛津制作所
岛津製作所（日文：、Shimadzu Corporation）是在日本的設備製造公司，成立於1875年，总部位于京都市，2002年諾貝爾化學獎得主田中耕一，也是任職島津的質量分析研究所所長，其主要產品包括：
- 分析、量測儀器
- 醫療用儀器
- 工業設備
- 航空設備

## 发展歷史
第一代岛津源藏原為繼承家業在京都製作佛具，明治維新後，京都市為發展工業在木屋町二條地區設立了勸業場、舍密局等負責推展物理、化學技術的官方機關，1875年第一代岛津源藏便在此地創業，從事製造教學用的物理化學機器設備。
此後第一代島津源藏曾先後致力於標本製作、載人氣球、X光攝影設備的開發；1894年第一代島津源藏過世，其子梅次郎繼承父親之名成為第二代島津源藏，接手事業。此後公司陸續開始生產鉛蓄電池、醫療用X光機、光學測量儀器，並在1917正式設立為「島津製作所」公司，同時也將鉛蓄電池產品分拆出設立為「日本電池」公司（現在的GS・湯淺公司的前身）。
此後島津製作所陸續開發出工業用X機、分光攝影機、分光光度計、電子顯微鏡等設備。

## 社章

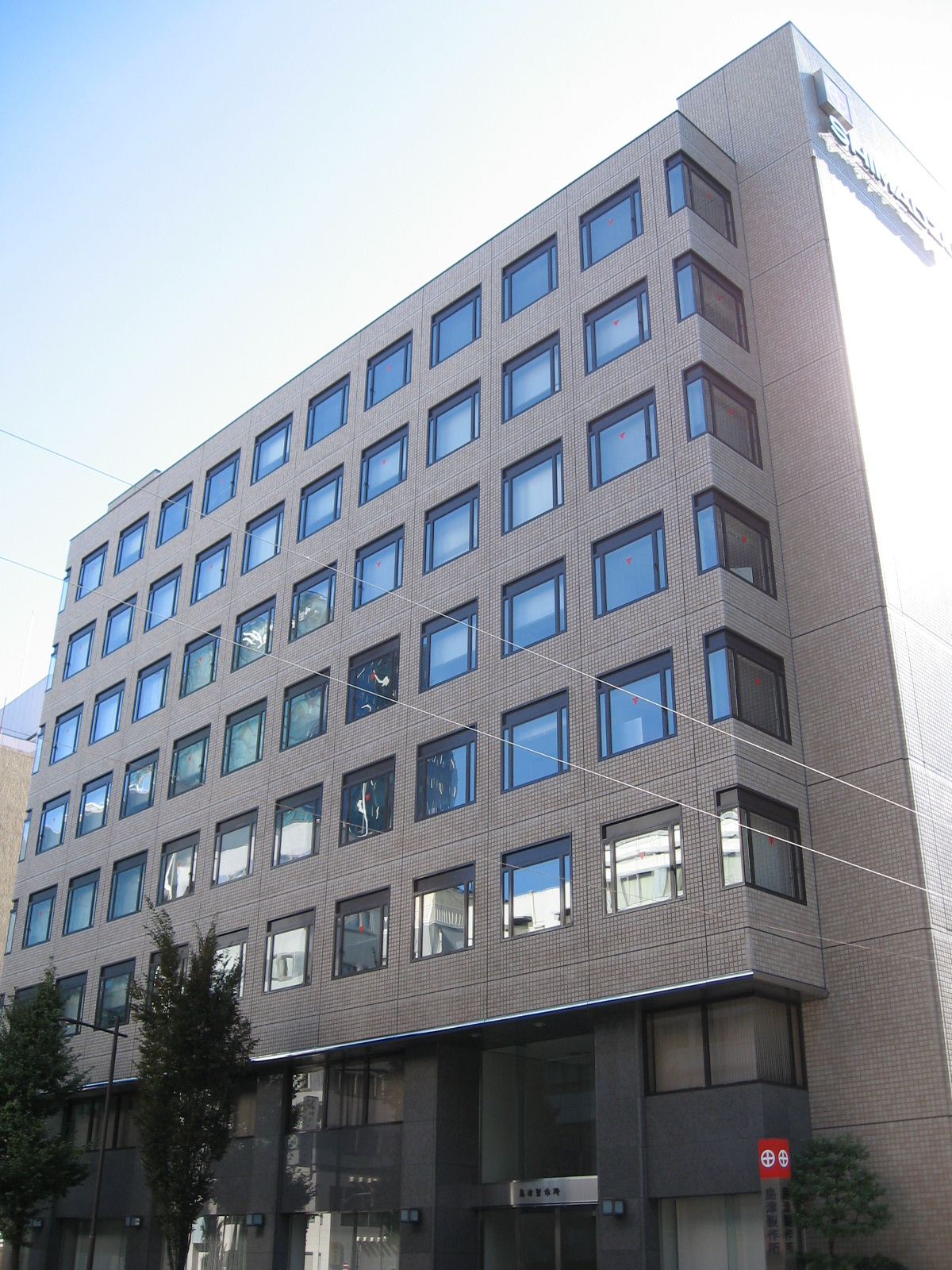
岛津制作所的东京分社

島津製作所的社章來自過去薩摩領主島津家的家紋，但島津製作所的創辦人第一代島津源藏出身於京都，與薩摩領主島津家並無血緣關係，其與島津薩摩家的淵源是源於其16世紀末原居住於播磨（位於現兵庫縣西部）的祖先井上惣兵衛尉茂一；當時的薩摩領主島津義弘在從京都返回薩摩的路上，在播磨受到井上惣兵衛的幫助，井上惣兵衛因此獲得了使用苗字「島津」及島津家家紋的賞賜，此姓氏及家紋便被其子孫沿用下來。

## 外部連結
- 島津製作所 （页面存档备份，存于）
- 田中耕一記念質量分析研究所 （页面存档备份，存于）
- 財団法人 島津科学技術振興財団 （页面存档备份，存于）